# Rajd Barum 2006
Rajd Barum 2006 (36. Barum Rally Zlín) – 36 edycja rajdu samochodowego Rajd Barum rozgrywanego w Czechach. Rozgrywany był od 25 do 27 sierpnia 2006 roku. Była to siódma runda Rajdowych Mistrzostw Europy w roku 2006 oraz szósta runda Rajdowych Mistrzostw Czech. Składał się z 15 odcinków specjalnych.

## Klasyfikacja rajdu
| Miejsce                                        | Kierowca                                       | Pilot                                          | Samochód                                       | Czas                                           | Strata                                         |                                                |
| Klasyfikacja generalna, ERC i mistrzostw Czech | Klasyfikacja generalna, ERC i mistrzostw Czech | Klasyfikacja generalna, ERC i mistrzostw Czech | Klasyfikacja generalna, ERC i mistrzostw Czech | Klasyfikacja generalna, ERC i mistrzostw Czech | Klasyfikacja generalna, ERC i mistrzostw Czech | Klasyfikacja generalna, ERC i mistrzostw Czech |
| ---------------------------------------------- | ---------------------------------------------- | ---------------------------------------------- | ---------------------------------------------- | ---------------------------------------------- | ---------------------------------------------- | ---------------------------------------------- |
| 1.                                             | Roman Kresta                                   | Petr Gross                                     | Mitsubishi Lancer Evo IX                       | 2:31.11,0                                      | 0.0                                            |                                                |
| 2.                                             | Václav Pech jun.                               | Petr Uhel                                      | Mitsubishi Lancer Evo IX                       | 2:32.48,7                                      | +1.37,7                                        |                                                |
| 3.                                             | Bryan Bouffier                                 | Xavier Panseri                                 | Peugeot 206 XS S1600                           | 2:34.24,1                                      | +3.13,1                                        |                                                |
| 4.                                             | Miroslav Jandík                                | Radim Chrastecký                               | Mitsubishi Lancer Evo VII                      | 2:34.34,6                                      | +3.23,6                                        |                                                |
| 5.                                             | Martin Prokop                                  | Jan Tománek                                    | Citroën C2 S1600                               | 2:35.36,3                                      | +4.25,3                                        |                                                |
| 6.                                             | Michał Bębenek                                 | Grzegorz Bębenek                               | Mitsubishi Lancer Evo IX                       | 2:35.37,1                                      | +4.26,1                                        |                                                |
| 7.                                             | Georgi Tanev                                   | Petar Sivov                                    | Subaru Impreza WRX STI                         | 2:36.07,6                                      | +4.56,6                                        |                                                |
| 8.                                             | Enrique García Ojeda                           | Jordi Barrabés                                 | Peugeot 206 XS S1600                           | 2:36.09,7                                      | +4.58,7                                        |                                                |
| 9.                                             | Karel Trojan                                   | Petr Řihák                                     | Mitsubishi Lancer Evo VII                      | 2:36.19,1                                      | +5.08,1                                        |                                                |
| 10.                                            | Jiří Volf                                      | Petr Novák                                     | Mitsubishi Lancer Evo VIII                     | 2:36.27,8                                      | +5.16,8                                        |                                                |